# 张小济
张小济（1950年—），汉族，中华人民共和国政治人物、第十一届全国政协委员。
加入中国共产党，担任国务院发展研究中心对外经济研究部巡视员。2008年，当选第十一届全国政协委员，代表经济界，分入第三十七组。并担任外事委员会专委。